# La maleta
La maleta es un cortometraje de 1963 que corresponde a la primera película dirigida por el cineasta chileno-francés Raúl Ruiz. Es también la primera película en la que actuó Héctor Duvauchelle. El cortometraje quedó inicialmente incompleto y fue olvidado hasta el año 2008, luego de ser encontrada en la Cineteca de la Universidad de Chile, con la etiqueta de «película francesa», donde actualmente se conserva. Así, tras ser restaurada por el propio Raúl Ruiz e Inti Briones, fue estrenada por primera vez de manera pública en el Festival Internacional de Cine de Valdivia de 2008.
De acuerdo a los créditos de la versión de 2008, la película fue filmada en formato Kodak reversible 64 asa, en la Plaza Mori y otros sectores del centro de Santiago.

## Argumento
Un hombre camina por la ciudad con una maleta, en cuyo interior hay otro hombre más pequeño. Cuando el portador de la maleta se cansa, el otro toma su relevo.